# Adhemarius coronata
Adhemarius coronata är en fjärilsart som beskrevs av Gehlen. 1930. Adhemarius coronata ingår i släktet Adhemarius och familjen svärmare. Inga underarter finns listade i Catalogue of Life.